# Добижа, Вадим Дмитриевич
Вадим Дмитриевич Добижа (26 февраля 1941, Гвардейское, Крымская АССР — 29 января 2023, Силламяэ, Ида-Вирумаа) — советский и украинский футбольный тренер, заслуженный тренер Украинской ССР (1979).

## Биография
Тренировал команды «Заря» (Ворошиловград), «Торпедо» (Москва), «Волга» (Тверь). Вместе с Львом Яшиным тренировал юношескую сборную СССР по футболу.
С 1972 по 1979 годы Добижа являлся тренером юношеской сборной Украинской ССР. В «Зарю» пришёл в 1980 году. Главным тренером команды был в 1980-81, 1986—1988, с 1988 по 2000-й год и в 2001 году. Под его руководством «Заря» становилась чемпионом Украинской ССР 1986 года и завоевала путевку в первую лигу. Среди главных тренеров, возглавляющих луганскую «Зарю», имеет наибольший показатель по количеству проведенных матчей — 242.
Много лет работал тренером в Луганском спортинтернате и воспитал не одно поколение футболистов, среди которых игроки сборной СССР Сергей Андреев, Александр Бережной, Александр Заваров, сборной России: Сергей Юран, Сергей Семак, сборной Украины: Сергей Погодин, Тимерлан Гусейнов и др.
С 2002 по 2005 годы тренировал команды «Торпедо-РГ (Москва)» и «Волга» (Тверь), выступавшие на любительском уровне.
В апреле 2006 года по приглашению Александра Стародубцева возглавил эстонский клуб «Калев» (Силламяэ), выступавший на тот момент во второй лиге Эстонии. После выхода команды в первую лигу под руководством Добижи, «Калев» завоевал право выступать в сезоне 2008 года в высшей лиге эстонского футбола, где «Калев» занял 6-е место. С 2009 года тренер дублирующего состава и молодёжных команд клуба. Летом 2014 года снова возглавил команду, которая в июле дебютировала в Лиге Европы и выиграла первый домашний матч первого отборочного раунда у финской «Хонки» (2:1). В очередной раз возглавил «Калев» в апреле 2017 года после отставки Альгимантаса Бряуниса, но уже в сентябре того же года уступил пост Ирфану Аметову.
29 января 2023 стало известно, что Вадим Добижа умер в Силламяэ.

## Достижения
- Чемпион Украинской ССР (1986).
- Серебряный призёр Второй лиги Эстонии (2006).
- Бронзовый призёр Первой лиги Эстонии (2007).
- В 1978 году награждён орденом Трудового Красного Знамени[8].